# Калініне (Гомельська область)
Калініне (біл. Калініна) — селище в Терешковицькій сільській раді Гомельському районі Гомельської області Республіки Білорусь.

## Географія

### Розташування
За 6 км від залізничної станції Уть (на лінії Гомель — Чернігів), 11 км на південь від Гомеля.

## Гідрографія
На річці Уть (притока річки Сож).

## Транспортна мережа
Транспортні зв'язки степовою, потім автомобільною дорогою Старі Яриловичі — Гомель. Планування складається з короткої прямолінійної вулиці, яка орієнтована з південного заходу на північний схід. Дерев'яні селянські садиби розташовані вздовж путівця.

## Історія
Виявлене археологами поселення епохи неоліту та бронзової доби (за 0,3 км на південний схід від селища в урочищі Чурилове) свідчить про заселення цих місць з давніх-давен. Сучасне селище засноване на початку XX століття переселенцями із сусідніх сіл. Найбільш активна забудова належала до 1920-х років. У 1926 році у Климівській сільраді Носовицького району Гомельського округу. 1931 року жителі вступили до колгоспу. Під час німецько-радянської війни у вересні 1943 року німецькі окупанти повністю спалили селище та вбили одного жителя. У боях за село у листопаді 1943 року загинули 373 солдати (поховані в братській могилі на південно-західній околиці). 61 мешканець загинув на фронті. 1959 року у складі радгоспу «Новобілицький» (центр — село Терешковичі). Розміщуються фельдшерсько-акушерський пункт, клуб.

## Населення

### Чисельність
- 2009 — 273 мешканці.